# Wojciech Gogolewski
Wojciech Gogolewski (ur. 21 września 1953 w Zgierzu) – polski pianista, kompozytor, ponadto aranżer, saksofonista, lider zespołów jazzowych, dyrygent.

## Życiorys muzyczny
Naukę gry na fortepianie rozpoczął w wieku lat 5, jest absolwentem Podstawowej Szkoły Muzycznej i Liceum Muzycznego w Łodzi w klasie fortepianu, a następnie Wydziału Jazzu i Muzyki Rozrywkowej Państwowej Wyższej Szkoły Muzycznej w Katowicach w klasie kompozycji i fortepianu.
Zadebiutował jeszcze w szkole średniej, akompaniując na pianinie studenckiemu kabaretowi Politechniki Łódzkiej. Potem, w czasie studiów, związał się z Big Bandem PWSM i Orkiestrą Rozrywkową PRiTV w Katowicach, w których działał jako kompozytor, aranżer i saksofonista barytonowy.
Na własny rachunek zaczął pracować w 1973 roku, gdy założył Kwartet Wojciecha Gogolewskiego. W zespole tym był liderem i grał na pianinie. Pozostali członkowie zespołu po wykrystalizowaniu się składu to: Czesław Szymański (perkusista), Zbigniew Wegehaupt (kontrabasista) oraz Mieczysław Wolny (grający na flecie). W 1975 zespół po raz pierwszy wziął udział w Studenckim Festiwalu Jazzowym Jazz nad Odrą we Wrocławiu, lecz nie został zauważony. Rok później, w 1976, na tej samej imprezie, muzycy otrzymali II nagrodę w kategorii zespołowej, zaś wyróżnienia w kategorii solistów otrzymali Wegehaupt i Szymański. 
Gogolewski zdobył ponadto wiele nagród w konkursach improwizacji jazzowej organizowanych przez macierzystą uczelnię (w latach 1974–1975). Otrzymał też – w roku 1976 – Klucz do Kariery na Pomorskiej Jesieni Jazzowej, imprezie odbywającej się w Bydgoszczy.
W 1976 założył kolejny zespół – No Smoking, w którym grał na pianinie oraz keyboardzie i którego był liderem. W grupie tej występowali: Jan Cichy (grający na gitarze basowej), perkusista Czesław Szymański oraz Andrzej Krupa (saksofonista altowy). W tym samym czasie był też Gogolewski pianistą i aranżerem kilku orkiestr radiowych (w Katowicach, Łodzi, Opolu i Warszawie).
Kwartet Wojciecha Gogolewskiego przestał istnieć po ostatniej radiowej sesji nagraniowej (Suite for M.), która miała miejsce 29 stycznia 1977 roku w Katowicach, po czym cała czwórka muzyków zespołu rozpoczęła współpracę z Big Bandem Katowice z którym nagrała album z serii Polish Jazz pt. Music for My Friends (1977).
Następnie, w 1979, Gogolewski związał się na krótko z grupą Ergo Band, a potem – w latach 1981–1983 – współpracował z zespołem Air Condition, kierowanym przez Zbigniewa Namysłowskiego. Wraz z tą grupą miał możliwość koncertować nie tylko w Polsce, lecz także w wielu krajach zagranicznych (Francja, Grecja, Rumunia, Szwajcaria, Szwecja, Węgry).
Współpracował też z wieloma innymi muzykami – piosenkarzami i instrumentalistami – biorąc udział zarówno w nagraniach płytowych, jak i w występach estradowych. Wymienić tu można m.in.: Michała Bajora, Hannę Banaszak, Piotra Biskupskiego, Mariusza Bogdanowicza, Monikę Borys, Jerzego Dąbrowskiego, Halinę Frąckowiak, Edytę Geppert, Grażynę Łobaszewską, Iwonę Niedzielską, Krystynę Prońko, Janusza Stokłosę, Lorę Szafran, Mieczysława Szcześniaka.
Ponadto Wojciech Gogolewski jest autorem wielu piosenek, utworów instrumentalnych oraz muzyki filmowej i teatralnej.
W 1989 wyjechał do Niemiec, gdzie zamieszkał w Monachium, kontynuując działalność muzyczną. Również za granicą jest cenionym muzykiem studyjnym. Wziął udział w nagraniu ponad 200 płyt zawierających różne gatunki muzyki (folk, rap, reggae, pop, jazz). Współpracował ponadto z kilkoma zespołami południowoamerykańskimi.
Zajmuje się programowaniem systemów akompaniamentu w elektronicznych instrumentach klawiszowych w firmie Casio. Współpracuje też z polskimi zespołami i artystami solowymi, a także z Teatrem Wytwórnia.

## Muzyka teatralna (wybór)
- 1982: Kopciuch (reż. Wojciech Zeidler, Teatr im. Kochanowskiego w Opolu)
- 1983: Szewcy (reż. W. Zeidler, Teatr im. Kochanowskiego w Opolu)
- 1984: Kreacja (reż. Jarosław Kuszewski, Teatr im. Kochanowskiego w Opolu)
- 1989: Wizyta starszej pani (reż. Wacław Jankowski, Teatr Narodowy w Warszawie)
- 1992: Pierścień i róża (reż. Grzegorz Lewandowski, Scena Polska w Cieszynie, współaut. Rudolf Chowaniok)
- 1995: Śmierć komiwojażera (reż. Przemysław Basiński, Teatr im. Kochanowskiego w Opolu)
- 2001: Zdaniem Amy (reż. Jan Nowara, Teatr im. Bogusławskiego w Kaliszu)

## Muzyka filmowa
- 1981: Wojna światów – następne stulecie – muzyka, dyrygent
- 1985: Labirynt – dyrygent
- 2001: Poranek kojota jako Muzyk na przyjęciu; wykonanie muzyki
- 2002: Chopin. Pragnienie miłości – instrumentacja
- 2003: Na krawędziach – muzyka
- 2007: Ryś – współpraca muzyczna, wykonanie muzyki (fortepian)

oraz kompozycje piosenek i orkiestracje w innych filmach

## Dyskografia (wybór)

### Solowa
- 1984: Krystyna Prońko, Wojciech Gogolewski – Kolędy
- 1985: Pełny spokój[3]
- 1988: Niedokończona bajka o siedmiu zbójach[4]
- 1989: Sześć krótkich filmów[5]
- 2019: Kwartet Wojciecha Gogolewskiego – Skok nr 8[1]

### Sesyjna
- 1977: Big Band Katowice – Music for My Friends[1]
- 1986: Hanna Banaszak – Hanna Banaszak[6]
- 1988: Piosenki z plecaka Tik-Taka[7]
- 1989: Iwona Niedzielska – Twoja laleczka[8]
- 1989 Krystyna Prońko – Album[9]
- 1989: Michał Bajor – Nowe piosenki[10]
- 1990: Monika Borys – Ściana i groch
- 1990: Wielki festiwal (Jerzy Dąbrowski – bajka dla dzieci)[11]
- 1999: Edyta Geppert – Debiut... (CD)